# AB Banga
AB Banga war ein litauischer Hersteller für Radiotechnik in Kaunas. Er produzierte Fernseher (Marke „Šilelis“), Radios, Tonbandgeräte und Magnetophone. Das Unternehmen gehörte dem litauischen Konzern EBSW.

## Geschichte
1956 wurde die Fabrik Kauno radijo fabrikas (KRF) in der Litauischen SSR gegründet. Später wurde die Fabrik zu Kauno radijo gamykla (KRG) und 1980 zu „Banga“. Von 1967 bis 1995 gab es die interne Wochenschrift „Banga“. 1976 wurde der Fernseher „Šilelis“ auf den internationalen Messen in Leipzig und Zagreb mit Goldmedaillen ausgezeichnet. Am 14. Oktober 1993 wurde Akcinė bendrovė „Banga“ registriert und 1993 privatisiert. „Banga“ wurde insolvent und 1995 aufgelöst. Nach der Insolvenz wurden 12.000 Mitarbeiter arbeitslos.

## Sonstiges
1960 entstand ein Baseball- und Fußballverein (ab 1993 FBK Kaunas). Von 1961 bis 1970 gab es den Rugby-Club RC Banga Kaunas.